# Younes Namli
Younes Namli (født 20. juni 1994) er en dansk professionel fodboldspiller, der spiller som kantspiller for den hollandske Eredivisie-klub PEC Zwolle.

## Personligt liv
Namli er af marokkansk oprindelse.

## Eksterne links
- Younes Namli på WorldFootball.net